# Język koroni
Język koroni, także oengsongi – język austronezyjski używany w prowincji Celebes Środkowy w Indonezji. Według danych szacunkowych z 1988 r. posługuje się nim 500 osób.
Jego użytkownicy zamieszkują pojedynczą wieś Unsongi (kecamatan Bungku Tengah, kabupaten Morowali). Społeczność Koroni przybyła z północno-zachodniego Butonu, według tradycji ustnej migracja miała miejsce przed nadejściem Holendrów. Koroni jest najbliżej spokrewniony z kulisusu i taaloki. Niemniej został poddany wpływom miejscowego języka bungku.
Potencjalnie zagrożony wymarciem, do czego przyczynia się presja języka indonezyjskiego. W pewnym zakresie znany jest też język bungku.
Na istnienie języka koroni wskazał D. Mead w pracach z lat 90. XX w.